# Катунг-Канг
Катунг-Канг (також Кхатунг-Канг) — гора в  Гімалаях, входить до складу гірського масиву Дамодар-Гімал, що знаходиться в центральній частині Непалу. Головна вершина гори має  висоту 6484 м, також, на північ від головної вершини виділяють другорядну вершину — Торонга-Рі (6144 м).

### Перевал Торонга-Ла
На північ від Катунг-Кангу розташована ще одна гора-шеститисячник — Якава — Канг (6482 м). В  сідловині між Торонга-Рі і Якава-Канго на висоті 5416 м знаходиться перевал Торонга-Ла. Стежка, що проходить через перевал, регулярно використовується місцевими торговцями, а також любителями  гірського туризму — перевал є найвищою точкою пішоходного туристського маршруту  «Трек навколо Аннапурни».

## Сходження
Перше сходження на Катунг-Канг було здійснено навесні 1956 р.  швейцарськими  альпіністами Артуром Баумгартнером (Arthur Baumgartner) і Маргаритою Деріез (Marguerite Deriez).